# 小行星7493
小行星7493（英語：7493 Hirzo）是一颗围绕太阳公转的小行星。1995年10月24日，亚娜·季哈在克列特发现了此天体。
这颗小行星的绝对星等为176.90005等。